# 어피
어피(Uffie, 1987년 12월 9일 ~ )는 파리를 기반으로 활동하는 미국의 언더그라운드 일렉트로니카 음악가이다.

## 소개
영국인 아버지와 일본인 어머니에서 태어난 어피는 4살 때까지 미국 마이애미에서 자라다가 홍콩으로 이사를 하였다. 홍콩에서 어린 시절을 보내던 어피는 15살 때 어머니와 마이애미로 돌아왔지만 공공 기물 파손죄로 체포되기도 하였다. 이 사건 때문에 어머니는 어피를 아버지가 있는 파리로 보냈다. 어피는 파리에서 학교를 다니며 패션 공부를 하던 도중, 클럽에서 DJ인 Feadz의 눈에 띄어 2006년 싱글 "Pop the Glock"으로 데뷔했다. 이후"Hot Chick", "Brand New Car" 등 싱글을 발매하며 인기를 얻었다. 결혼, 출산, 이혼 등으로 인해 당초 계획보다는 늦은 2010년 첫 데뷔앨범 Sex Dreams & Denim Jean를 발매했다. 어피는 Feadz, Mirwais, Mr. Oizo 등 프랑스 DJ들과 작업을 많이 하였으며, Justice의 곡 중 "ttthhheee pppaaarrrtttyyy"를 피쳐링하기도 하였다.